# Бурлаченко Григорій Федорович
Григорій Федорович Бурлаченко (16 грудня 1914 — 21 грудня 1982) — український розвідник. Полковник (1954). Начальник Першого управління (розвідувального) Міністерства державної безпеки Української РСР (1950—1953).

## Життєпис
Народився 16 грудня 1914 року у Кривому Розі Катеринославської губернії. Після закінчення семирічки вступив до Миколаївського суднобудівного механічного технікуму.
У 1935 році розпочав трудову діяльність техніком-конструктором шахтоуправління ім. С. М. Кірова в місті Кривий Ріг.
Після закінчення курсів Розвідуправління Робітничо-селянської червоної армії був направлений у Кронштадт на посаду командира відділу електромінної школи Червонопрапорного Балтійського флоту. Згодом командир відділення шифрувальної групи штабу Північно-Західного укріпленого району Чорноморського флоту у Севастополі.
До 1939 року перебував у довгостроковому службовому відрядженні в Китаї шифрувальником від Управління розвідки Генерального штабу РСЧА.
По поверненню з-за кордону був переведений до Харкова в органи держбезпеки на навчання у міжкрайовій школі Народного комісаріату внутрішніх справ СРСР. З вересня 1939 року — оперуповноваженим Особливого відділу НКВС Харківського військового округу, потім нетривалий час працює в Управлінні НКВС у Львові, а у передвоєнні роки — в центральному апараті НКВС Української РСР.
Під час війни займався організацією партизанського руху в тилу ворога, обіймав різні керівні посади у Наркоматі держбезпеки. У 1943—1944 рр. — заступник командира з розвідки партизанського з'єднання Василя Бегми, керував групою «Розгром»
Восени 1944 року знову в центральному апараті НКВС УРСР на посаді керівника спеціальної оперативної групи Першого управління НКДБ УРСР, яка мала діяти на території Румунії. Група отримала назву «Дакія».
Після повернення Григорій Бурлаченко, призначений заступником начальника 1-го відділу Першого управління МДБ Української РСР.
З червня 1950 по квітень 1953 рр. — начальник Першого управління (розвідувального) Міністерства державної безпеки Української РСР
З 11 червня 1953 по 24 серпня 1953 рр. — начальник Управління МДБ в Херсонській області.
З 24 серпня 1953 по січень 1954 рр. — помічник старшого радника МВС СРСР при начальнику Братиславського крайового управління МНБ Чехословаччини.
З січня 1954 по квітень 1954 рр. — начальник 1-го відділу Управління МВС Черкаської області;
З квітня 1954 по лютий 1955 рр. — начальник 2-го відділу Управління КДБ Черкаської області;
З березня 1955 по червень 1960 рр. — начальник 5-го, 2-го, Периферійного відділу УКДБ Київської області.

## У відставці
З липня 1960 по лютий 1963 — заступник директора Дарницької ТЕЦ, Київ;
З серпня 1964 по травень 1966 — інженер відділення перевезень контори «Укрзбутбудіндустрія», Київ;
З травня 1966 по листопад 1968 — старший інженер Центрального телеграфу, Київ;
З березня 1969 по січень 1970 — заступник начальника загону ВОХР з цивільної оборони при Головнафтопостачзбуту УРСР, Київ;
З січня 1970 по січень 1974 — старший інженер Головнафтопостачзбуту Української РСР;
З січня 1974 на пенсії, проживав у Києві.

## Нагороди та відзнаки
- Орден «Знак Пошани» (1938)
- Орден Червоного Прапора (1944),
- Орден «Зірка Румунії» (1947),
- Орден Вітчизняної війни 2 ступеня (1948),
- Орден Червоної Зірки (1952),
- медаль «За бойові заслуги»,
- медаль «Партизану Вітчизняної війни» І ступеня (двічі),
- медаль «За оборону Сталінграда»,
- медаль «За перемогу над Німеччиною у Великій Вітчизняній війні 1941—1945 років»